# Laurentius Surius

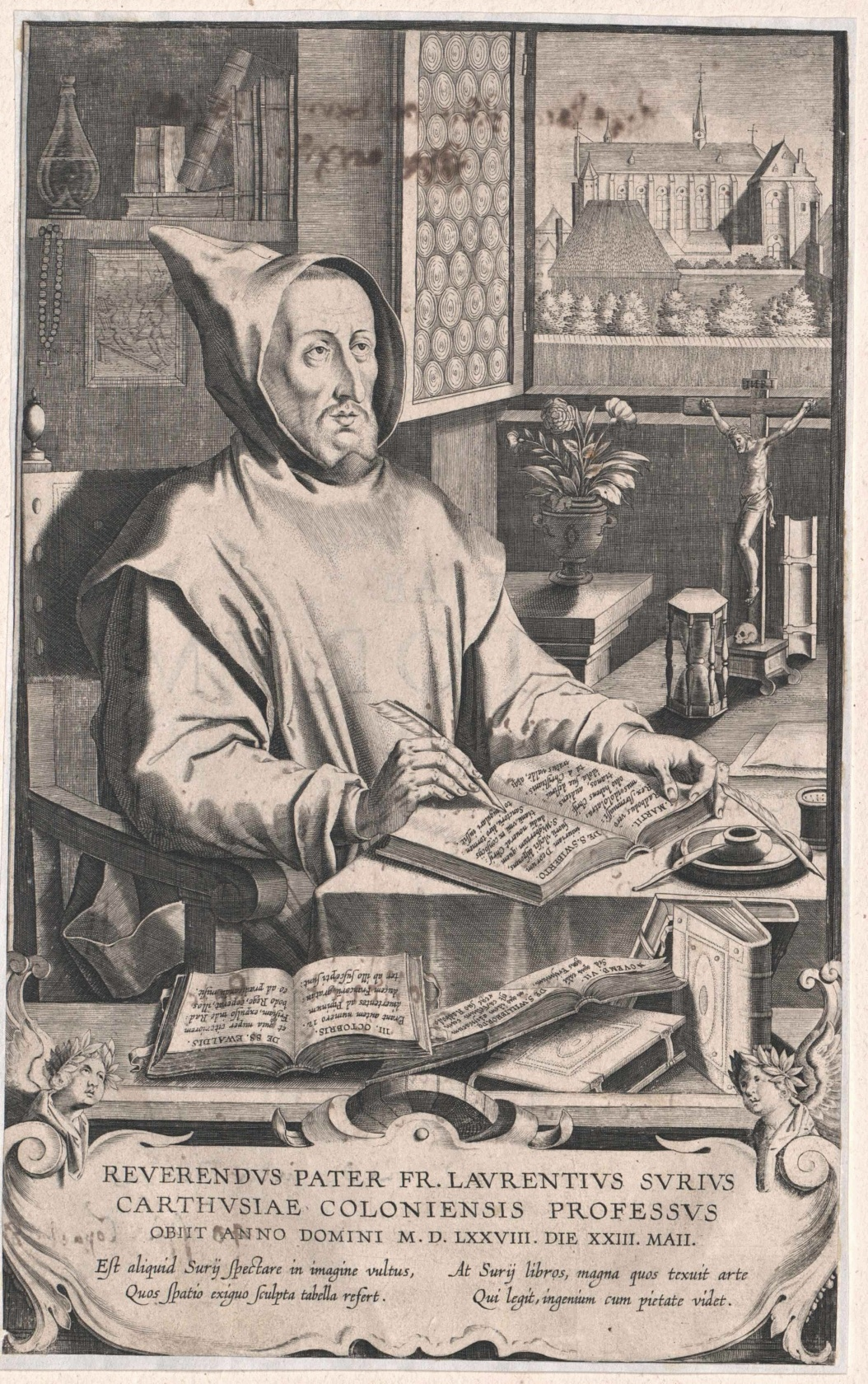
Laurentius Surius

Laurentius Surius (* 1522 in Lübeck; † 23. Mai 1578 in Köln) war ein deutscher Kartäusermönch,  katholischer Hagiograph und Schriftsteller.

## Leben
Surius studierte in Frankfurt (Oder) und im Anschluss daran in Köln. Dort machte er die Bekanntschaft von Petrus Canisius, der ihn überzeugen konnte, sein Leben der Wissenschaft und Lehre zu widmen. Johannes Justus von Landsberg bewegte Surius zum Eintritt ins Kloster und mit Wirkung vom 23. Februar 1541 begann dieser sein Noviziat im Kartäuserkloster in Köln. Im darauffolgenden Jahr, am 23. Februar 1542, legte sein Ordensgelübde ab und 1543 empfing er die Priesterweihe.
Bis auf eine nur kurze Unterbrechung blieb Surius bis an sein Lebensende in seinem Kölner Kloster und wirkte als Schriftsteller. Papst Pius V., dem Surius den ersten Band seines Werkes Das Leben der Heiligen gewidmet hatte, bat den Prior des Kartäuserklosters, „man möge dem gelehrten Mann eine Lockerung der Ordensregeln gewähren“.
Mit über 55 Jahren starb Laurentius Surius am 23. Mai in Köln und fand dort auch seine letzte Ruhestätte.

## Rezeption
Mit seinem Commentarius korrespondiert Surius 1566 mit Johannes Carion und Johannes Sleidanus. Dieses Werk erschien in lateinischer Sprache und wurde bereits 1558 Weihbischof Heinrich Fabricius ins Deutsche übersetzt. 1571 erfolgte durch Jacques Estourneau eine Übersetzung ins Französische. Michael van Isselt gab dieses Werk 1586 (und ein zweites Mal 1601) dieses Werk zusammen mit einem Kommentar heraus.

## Werke (Auswahl)
als Autor
- Commentarius brevis rerum in orbe gestarum ab anno 1500 ad anno 1564. Köln 1566.
- De probatis vitis Sanctorum ab Al. Lippomano olim conscriptis nunc primum emendatis et auctis. Köln 1570/76 (6 Bde.).

als Herausgeber
- Johannes Tauler: Werke.
- Leo der Große: Opera.

als Übersetzer
- Jan van Ruysbroek
- Johannes Gropper
- Martin Eisengrein
- Heinrich Seuse